# Valuta locale
La valuta locale (o moneta locale) è un caso particolare di valuta complementare (o moneta complementare) con circolazione ridotta a una zona geografica definita.

## Che cos'è
Le valute locali sono strumenti di scambio, utilizzati su base volontaria, con cui è possibile scambiare beni e servizi. Le valute locali sono pensate per facilitare le transazioni e non per il risparmio o l'investimento. Dagli anni '90 il mondo sta vivendo lo sviluppo, a livello mondiale, di migliaia di differenti monete locali. Tra mezzi di scambio dominati da monete nazionali e sovra-nazionali stanno moltiplicandosi le monete progettate per usi locali e regionali.
La valuta locale può essere utilizzata in modo alternativo o complementare alla moneta ufficiale, avente corso forzoso per legge. Ogni valuta ha un rapporto di cambio con la moneta ufficiale, solitamente la parità.
In genere, la moneta locale è caratterizzata da un'emissione centralizzata a valore indotto, a debito zero: la quantità di moneta locale emessa è divisa in parti uguali fra gli appartenenti alla comunità che ne riconoscono il valore.

## In Italia
Sebbene il SIMEC si possa ritenere il primo esempio di valuta locale in Italia, attualmente le monete locali italiane non sono operative.

Da evidenziare che lo SCEC, molte volte erroneamente descritto come moneta locale, è organizzato secondo un modello diverso, basato sul concetto di riduzione di prezzo in Euro in maniera molto simile ai meccanismi della Grande distribuzione, il Buono Locale di Solidarietà, lo SCEC, è presente in diverse regioni ed è interscambiabile all'interno del sistema Arcipelago Scec.

### Arcipelago Scec
Il 5 aprile 2008 sul Vesuvio nasce l'associazione Arcipelago Scec, che riunisce sotto un'unica regia tutti gli esperimenti di Buoni Locali italiani: Ecoroma (Roma), Scec (Napoli), Kro (Calabria), Thyrus (Terni) e Tau (Toscana).
I Buoni locali SCEC non sono una valuta complementare. Si tratta di buoni per ottenere una riduzione di prezzo che gli associati decidono di farsi reciprocamente attraverso un atto volontario, da cui ci si può svincolare in qualsiasi momento. La percentuale di accettazione del buono di Solidarietà viene lasciata alla libera scelta dell'associato che offre prodotti o servizi; un'accettazione che va solitamente dal 10 al 30%.
Pur essendo mutuato dalla pratica della GDO lo SCEC, la Solidarietà ChE Cammina, viene messo a disposizione della comunità e usato esclusivamente insieme agli euro e ha l'obiettivo di ancorare al territorio la ricchezza e farla reinvestire nel circuito, favorendo le produzioni locali.
Il coordinamento nazionale, formato dai rappresentanti regionali votati dai soci attivisti, si è dato un regolamento di distribuzione che garantisce equità, trasparenza, equilibrio nella emissione regionale /nazionale di SCEC.
Arcipelago lavora anche alla ricostruzione delle comunità sociali attraverso la Solidarietà reciproca e il mutuo aiuto riscoprendo i valori delle nostre radici contadine.
Dal luglio 2010 l'Agenzia dell'entrate ha risposto positivamente all'interpello promosso da Arcipelago e ha sancito la legittimità fiscale dello SCEC.
Altro aspetto dell'uso del buono SCEC è quello legato allo scambio di servizi occasionali fra privati regolato dalla legge n. 53/2000 dove può essere usato come metro per il tempo dedicato.

#### Roma
A settembre 2005 nasce il simbolo econometrico Ecoroma, in circolazione tra gli aderenti dell'omonima associazione. Contestualmente alla circolazione degli Ecoroma, l'associazione si prefigge la costruzione e sviluppo di un circuito di economia locale preferenziale che permetta di trattenere la maggior parte possibile della ricchezza prodotta dai suoi aderenti sul territorio in cui essi stessi operano.
Attualmente l'associazione EcoRoma ha adottato lo statuto di Arcipelago Scec e utilizza gli scec tra i propri associati.

#### Napoli
A maggio 2007 nasce il Buono Locale di Solidarietà Scec, in circolazione tra gli aderenti dell'associazione Masaniello. Contestualmente all'uso degli Scec, l'associazione si prefigge la costruzione e sviluppo di un circuito di economia locale preferenziale che permetta di trattenere la maggior parte possibile della ricchezza prodotta dai suoi aderenti sul territorio in cui essi stessi operano.
La prima distribuzione avviene a Napoli il 6 maggio del 2007.
Il nome è l'acronimo di Solidarietà ChE Cammina.
Non è una moneta complementare, si utilizza in percentuale con l'euro ed è una riduzione di prezzo che gli associati si fanno reciprocamente.

#### Toscana
In Toscana, nel 2006 è nato il progetto TAU a seguito della presentazione nei confronti di alcuni Comuni in Lucchesia. Questa fattispecie di Buono locale, precedente allo Scec, si è fuso poi in Arcipelago Scec, che ne ha recepito l'impostazione, coordinando poi i buoni locali di solidarietà Scec.

#### Umbria
Il "Thyrus", ideata a Terni e inizialmente pubblicizzata dall'Associazione Arcipelago, non è poi stata data alle stampe in quanto sostituita dal più valido e pratico "Scec" nazionale di più ampio respiro, tanto è vero che di quello che avrebbe dovuto essere il circuito ternano e che invece è diventato circuito umbro tout court, fanno parte non solo cittadini e commercianti di Terni, ma anche della sua provincia e della provincia di Perugia.
Allo Scec è stata dedicata una trasmissione settimanale sull'emittente umbra Radio Galileo, in onda tutti i giovedì dalle 18, chiamata Scec-point, andata in onda per diversi mesi del 2008.

#### Calabria
Secondo un articolo del apparso sul quotidiano Nuovacosenza.com, sarebbe allo studio nei Comuni di Crotone e in quelli della sua provincia Melissa e Cirò, l'adozione di delibere analoghe a quelle di Trento e Castrovillari.
Nel giugno 2008 il Comune di Castrovillari ha deliberato in merito alla promozione dello Scec, seguito a settembre dal Comune di Scandale.
L'arcivescovo di Crotone-Santa Severina Mons. Domenico Graziani, in quanto Presidente Nazionale del comitato scientifico di Arcipelago Scec è attualmente impegnato a promuovere l'utilizzo dello Scec nella sua diocesi attraverso incontri pubblici (Quotidiano della Calabria del 23 giugno 2008 e del 9 agosto 2008, Il Crotonese del 31 maggio 2008).

#### Veneto
Nel dicembre 2008, a Padova nasce Arcipelago Veneto affiliata di ArcipelagoSCEC nazionale.
A dicembre 2009 il rapporto si chiude per incompatibilità di obiettivi, mezzi, e finalità.
Nel febbraio 2010 si affilia l'Associazione" Naturalmente Verona " di Verona, unica rappresentante nella regione Veneto del progetto ArcipelagoSCEC.

#### Lombardia
Il 31 gennaio 2009 è nata a Pedrengo l'Associazione ArcipelagoLombardia, registrata presso l'Ufficio Agenzia delle Entrate Bergamo2 in data 25 febbraio 2009.

### Eco-Aspromonte
Un'altra delle prime monete locali in Italia è l'Eco-Aspromonte, circolante nel Parco nazionale dell'Aspromonte dal 2004. È una banconota-voucher disponibile in quattro tagli per gli acquisti effettuati all'interno del parco stesso, introdotta con lo scopo di incentivare le filiere dei prodotti tipici e rafforzare l'identità locale.
Inoltre tutte le banconote hanno una scadenza che impedisce l'accumulo di moneta inoperosa e dunque evita la funzione della cosiddetta "riserva di valore".
Altri esempi di valuta locale, come i SIMEC, sono stati contestati ma poi dissequestrati e quindi legali, ma l'esperimento non è ricominciato. L'euro è l'unica moneta avente corso forzoso.

### Danee
Il 15 settembre 2007 è stato lanciato il DANEE, "buono locale milanese"; gli organizzatori dell'iniziativa si prefiggono di farla penetrare in settori come commercio, PMI, Welfare, politiche di territorio, progetti territoriali, politiche previdenziali-assistenziali, sanitarie, carcere e giustizia. Il progetto è stato adottato da tre zone di Milano LA ZONA 5 - LA ZONA 6 - LA ZONA 7.

### Chieti
A Chieti il 4 novembre 2011 è stato comunicato il riavvio del Progetto Marrucinum (dal nome del popolo italico che viveva sul territorio più di tremila anni fa), un buono locale di solidarietà dal funzionamento simile a quello dello Scec, ma limitato al solo territorio teatino che si prefigge di salvaguardare il commercio teatino, minacciato dalla sempre crescente Grande Distribuzione, preservando e rafforzando il potere d'acquisto delle famiglie. Il progetto nasce per iniziativa della M.C.T. (Magnifica Comunità Teatina), un'associazione locale che si prefigge finalità a tutela e sviluppo del proprio Capoluogo di Provincia.

### Aspetti controversi
Secondo il ministero dell'Economia l'utilizzo dei cosiddetti SCEC potrebbe nascondere una vera e propria truffa a danno dello Stato.
Gli esercenti aderenti all'iniziativa battono infatti lo scontrino solo per la parte in valuta in corso legale (es. euro). Ciò configurerebbe l'illecito di evasione fiscale.
Inoltre i possessori di queste banconote utilizzerebbero una valuta non riconosciuta dallo Stato e dunque, a tutti gli effetti, illegale.
Arcipelago Scec fa presente che le attività promosse, incluso lo scambio di Buoni Locali, hanno avuto l'avallo dell'Agenzia delle Entrate con la risposta all'interpello presentato nel 2009 e hanno superato positivamente anche il controllo della Guardia di Finanza nell'ottobre del 2010.
In particolare la quota della transazione economica pagata in SCEC viene conteggiata come sconto, coerentemente con la natura dello SCEC, non configurando così l'illecito di evasione fiscale.
Lo SCEC non è una valuta, ma un Buono di Solidarietà, ovvero di sconto.
Tuttavia, per stessa ammissione dei suoi promotori, la caratteristica fondamentale dello "SCEC" è che, a differenza di un normale buono acquisto, esso può essere riutilizzato presso gli altri esercizi commerciali aderenti all'iniziativa.
Per la prima volta in Italia e molto probabilmente in Europa ed altri paesi è possibile utilizzare lo SCEC per effettuare investimenti. La Wind Operations Worldwide S.p.A. (WOW SpA) nel marzo del 2012 ha deliberato un aumento di capitale con possibilità di pagamento di una parte del sovrapprezzo mediante SCEC.

## Nel mondo

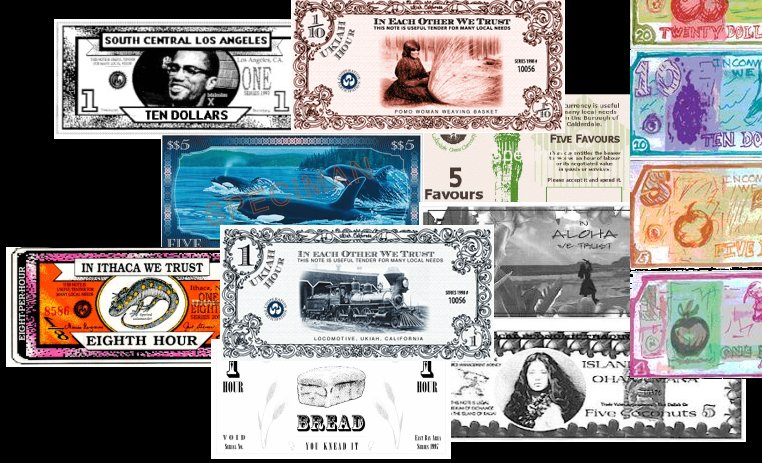

I sistemi di scambio non monetario che maggiormente utilizzano valute complementari sono il MORE (Member Organised Resource Exchange system) presente negli Stati Uniti d'America (Ithaca Hours) e in Giappone, il LETS (Local Exchange Trading System) diffuso in Gran Bretagna e Australia, il ROCS (Robust Complementary Community Currency System) inglese, il SEL (Système d'Échange Local) e il Tronc de Services comuni in Francia e in Paesi francofoni, i RERS (Réseaux d'échange Réciproque des Savoirs) diffusi in Francia, Svizzera, Belgio e Paesi Bassi, la banca del tempo attiva in Italia, Svizzera e Spagna, i Tauschring e il Wir sviluppatisi in Germania e Svizzera.

## Virtuale
Nel mondo virtuale esistono i Token o Tips.